# Scagea depauperata
Scagea depauperata là một loài thực vật có hoa trong họ Picrodendraceae. Loài này được (Baill.) McPherson miêu tả khoa học đầu tiên năm 1985.